# Xã Hampton, Quận Allegheny, Pennsylvania
Xã Hampton (tiếng Anh: Hampton Township) là một xã thuộc quận Allegheny, tiểu bang Pennsylvania, Hoa Kỳ. Năm 2010, dân số của xã này là 18.363 người.